# Бранко Ковачевић (сликар)
Бранко Ковачевић (Заглавак, 1910 — Ужице, 1999) био је српски сликар и професор у ужичкој Гимназији.   

## Биографија
На Бранков сликарски таленат највише је утицао његов ујак познати сликар Михаило Миловановић који га је одвео у основну школу у Дубу код учитеља Сава Пенезића. Бранко је помагао је ујаку у изради иконостаса на споменику палим ратницима у Првом светском рату на ужичкој Саборној цркви и истовремену учио каменорезачки занат и вајарство.
По завршетку Уметничке школе у Београду 1933. на инцијативу ујака Михаила Бранко је отишао у Праг на усавршавање. У Прагу је провео две године. 1936. постављен је за наставника цртања у ужичкој Гимназији. Тада се код Бранка јавља интересовање за нешто што ће касније се касније назвати „социјалном уметношћу“.
После априлског слома 1941. Бранко Ковачевић је распоређен у Крушевац, одакле је дошао у Ужице. У Мају 1941. Немци су објавили проглас да се сви резерни официри јаве, многи се том позиву нису одазвали. Бранко је био у групи која се одазвала. Стрпани су у вагоне и отерани у заробљеништво у Немачку. Ту је Бранко до краја рата био у логорима Нинбург и Хамелбург. Мучења заробљеника пренео је на цртеже, забелешке и аквареле, па је део тог његовог логорашког опуса био изложен у Женеви 1945. када је добио и другу награду.
По ослобођењу и повратку у Ужице, Ковачевић је поред рада у Учитељској школи био активан и у ужичком Позоришту. Ковачевић је 1963. из Учитељске школе прешао у Гимназију где је предавао све до пензионсања.